# باتريك أمرهاين
باتريك أمرهاين (بالألمانية: Patrick Amrhein) هو لاعب كرة قدم ألماني في مركز الوسط، ولد في 20 أكتوبر 1989 في أشافنبورغ في ألمانيا. لعب مع آينتراخت براونشفايغ وكارل زايس يينا ونادي أونترهاخينغ.

## وصلات خارجية
- باتريك أمرهاين على موقع قاعدة بيانات كرة القدم.إي يو (الإنجليزية)
- باتريك أمرهاين على موقع بيانات كرة القدم. دي إي (الألمانية)
- باتريك أمرهاين على موقع عالم كرة القدم.نت (الإنجليزية)